# Chromecast
Chromecast là một dòng máy xem phương tiện kỹ thuật số được Google phát triển. Các thiết bị, được thiết kế  như là các dongle, cho phép người dùng với một thiết bị di động hoặc máy tính cá nhân để chạy các nội dung nghe nhìn xem trực tiếp với truyền hình độ nét cao hay dàn âm thanh hệ thống thông qua điện thoại di động và các ứng dụng web có hỗ trợ công nghệ Google Cast. Ngoài ra, nội dung có thể được lấy từ trình duyệt web Google Chrome chạy trên máy tính cá nhân, cũng như từ màn hình của một số thiết bị Android.
Chromecast thế hệ đầu tiên, một thiết bị phát video, đã được công bố vào ngày 24 tháng 7 năm 2013 và được cung cấp để mua vào cùng ngày tại Hoa Kỳ với giá 35 đô la Mỹ. Chromecast thế hệ thứ hai và một mô hình chỉ có âm thanh được gọi là Chromecast Audio đã được phát hành vào tháng 9 năm 2015. Một mô hình có tên Chromecast Ultra hỗ trợ độ phân giải 4K và video dải động cao đã được phát hành vào tháng 11 năm 2016. Thế hệ thứ ba của Chromecast video HD đã được phát hành vào tháng 10 năm 2018.
Các nhà phê bình đánh giá cao sự đơn giản và tiềm năng của Chromecast cho hỗ trợ ứng dụng trong tương lai. SDK Google Cast được phát hành vào ngày 3 tháng 2 năm 2014, cho phép các bên thứ ba sửa đổi phần mềm của họ để hoạt động với Chromecast và các máy thu Cast khác. Theo Google, hơn 20.000 ứng dụng sẵn sàng Google Cast cẩu có sẵn, tính đến tháng 5 năm 2015. Trên 30   Hàng triệu đơn vị đã được bán trên toàn cầu kể từ khi ra mắt, biến Chromecast trở thành thiết bị phát trực tuyến bán chạy nhất tại Hoa Kỳ vào năm 2014, theo NPD Group. Từ khi ra mắt của Chromecast đến tháng 5 năm 2015, nó đã xử lý hơn 1,5 tỷ yêu cầu phát trực tuyến.